# Ring (Næstved Kommune)
 For alternative betydninger, se Ring. (Se også artikler, som begynder med Ring)
Ring er en gammel landsby på Sydsjælland, ca. 10 km syd for Næstved. Der ligger tre gårde og omkring 50 huse i byen. Midt i byen ligger der et gadekær. Indbyggerne er børnefamilier, erhvervsdrivende og seniorer. Der er ingen indkøbsmuligheder i byen. Til gengæld sørger et bylaug for forskellige aktiviteter så som tøndeslag, sommerfest og fastelavn.
Der har formentlig engang ligget en hovedgård i Ring. I 1423 omtales således Esbern Nielsen af Ring. I 1477 følger en husfru Katrine af Ring og i 1492 Peder Myrre af Ring. I 1490 omtales Anders Nielsen i Ring, der havde en geddekæft i sit våbenskjold.
Maleren L.A. Ring er født i byen og tog senere navn efter den. Han har lavet flere malerier her, blandt andet det ikoniske Banevogteren, landsbyen Ring. Der er opsat en mindesten for Ring foran hans fødehjem.
I 1924 blev der oprettet et trinbræt i byen, da der blev bygget dobbeltspor på Sydbanen. På hver side af sporene var der en perron, der lå forskudt for hinanden ved viadukten for Viaduktvej. Ved perronen for tog mod Vordingborg lå der et læskur. Perronerne var lavet af sortimprægnerede træsveller, som der voksede duftende vilde planter og blomster under. Trinbrættet blev nedlagt ved overgangen til sommerkøreplanen i 1982 og fjernet dagen efter.